# Козловский, Владислав (публицист)
Владислав Козло́вский (пол. Władysław Kozłowski; 1832, Бердичев — 1899) — польский философ, публицист.
Учился в житомирской гимназии. Окончил Императорский университет Святого Владимира. Писал журнальные статьи о философии, преимущественно о английской школе позитивистов.
Обширную коллекцию книг Козловский передал Национальной библиотеке имени Оссолинских.